# Ifigênio de Freitas Bahiense
Ifigênio de Freitas Bahiense, besser bekannt als Geninho (* 10. September 1918 in Belo Horizonte; † 21. Juni 1980 in Rio de Janeiro) war ein brasilianischer Fußballspieler und -trainer. Er war 1959 Trainer der Mannschaft des EC Bahia, welche die erste inoffizielle brasilianische Fußballmeisterschaft Taça Brasil gewann.

## Karriere
Geninho begann seine Karriere beim Palestra Itália in seiner Heimatstadt Ende der 1930er Jahre. Er spielte alternativ als Stürmer oder Mittelfeldspieler. Nachdem er mit Palestra die Staatsmeisterschaft von Minas Gerais 1940 gewinnen konnte, ging er nach Rio de Janeiro zum Botafogo FR. Sein erstes Spiel für den Klub bestritt Geninho am 8. September 1940 im Estádio de General Severiano in der Staatsmeisterschaft von Rio de Janeiro, das Treffen wurde auch für das Torneio Rio-São Paulo gewertet (2:2–Unentschieden). Er war für diesen 14 Jahre aktiv. In dieser Zeit bestritt Geninho 422 Spiele, in denen er 115 Tore erzielte, damit liegt er an achter Stelle der meisten Einsätze und fünfzehnter der meisten Tore für Botafogo (Stand: 8. Juni 2021). Während seiner Zeit als Spieler übernahm er 1949 und 1950 in Spielen bereits die Leitung als Trainer. Nach seiner aktiven Laufbahn dann auch als Cheftrainer von 1956 bis 1957.
1959 trainierte Geninho den EC Bahia. Der Klub hatte 1958 die Staatsmeisterschaft von Bahia gewinnen. Der Sieg qualifizierte Bahia für die erste Ausgabe der Taça Brasil. In dem Wettbewerb 1959 erreichte Bahia die Finalspiele, wo es auf eine zu der Zeit besten Mannschaften, den FC Santos mit dem Weltklassespieler Pelé traf. Im Hinspiel bei Santos am 10. Dezember gelang Bahia ein 2:3–Sieg. Das Rückspiel bei Bahia am 30. Dezember konnte Santos mit 0:2 für sich entscheiden. Somit musste die Entscheidung in einem dritten Spiel herbeigeführt werden. Dieses fand am 29. März 1960 auf neutralen Platz im Maracanã (Rio de Janeiro) statt. Der Trainer Geninho war von Beruf Polizist. Er hatte seinen Klub die ganze Saison betreut. Für die Spieltage musste er Urlaub nehmen. Für das Entscheidungsspiel des Finales erhielt er keine Freigabe. Er wurde von Carlos Martin Volante vertreten. Auch wenn Santos ohne Pelé antreten musste, galt die Auswahl als hervorragend besetzt und Coutinho konnte in der 27. Minute Bahias Torwart Nadinho bezwingen. Danach war Santos nicht mehr erfolgreich. Dafür allerdings Bahia mit Vicente (37.), Léo Briglia (46.) und Alencar (76.). Durch das 3:1 gewann die erste brasilianische Meisterschaft. Nach dem Erfolg verließ Geninho Bahia um wieder nach Rio de Janeiro zu ziehen.
In seiner Geburtsstadt trainierte er 1962 seinen ersten Profiklub Cruzeiro und im Anschluss von 1962 bis 1963 bei der SE Palmeiras. Geninho kehrte 1964 auch nochmals an seine alte Wirkstätte Botafogo zurück. Im Torneio Rio-São Paulo konnte er 1964 die Mannschaft zum geteilten Titel mit dem FC Santos führen. Nachdem sein Klub das Hinspiel mit 3:2 gewonnen hatte, wurde das Rückspiel wegen Terminschwierigkeiten beider Klubs abgesagt und beide zu Turniersiegern ernannt. 1965 beendete er hier wieder seine Tätigkeit.

## Trivia
Geninhos Zeit als Aktiver bei Botafogo wurde unterbrochen, nachdem er sich im September 1944 freiwillig dem brasilianischen Expeditionskorps verpflichtet hatte, um als Soldat für Brasilien im Zweiten Weltkrieg zu kämpfen. Im August 1945 kehrte er aus Europa zurück und trat im Oktober des Jahres wieder bei Botafogo an.
Seine Mitspieler bezeichneten Geninho als Arquiteto (Architekt), der den Ball auf den Boden legte und Angriffsbewegungen projizierte.
Nach seiner aktiven Laufbahn war er bei Polícia Civil do Rio de Janeiro tätig.

## Erfolge

### Als Spieler
Palestra Itália
- Staatsmeisterschaft von Minas Gerais: 1940

Botafogo
- Staatsmeisterschaft von Rio de Janeiro: 1948

### Als Trainer
Botafogo
- Staatsmeisterschaft von Rio de Janeiro: 1957
- Torneio Rio-São Paulo: 1964

Bahia
- Taça Brasil: 1959